# ヒシクイ

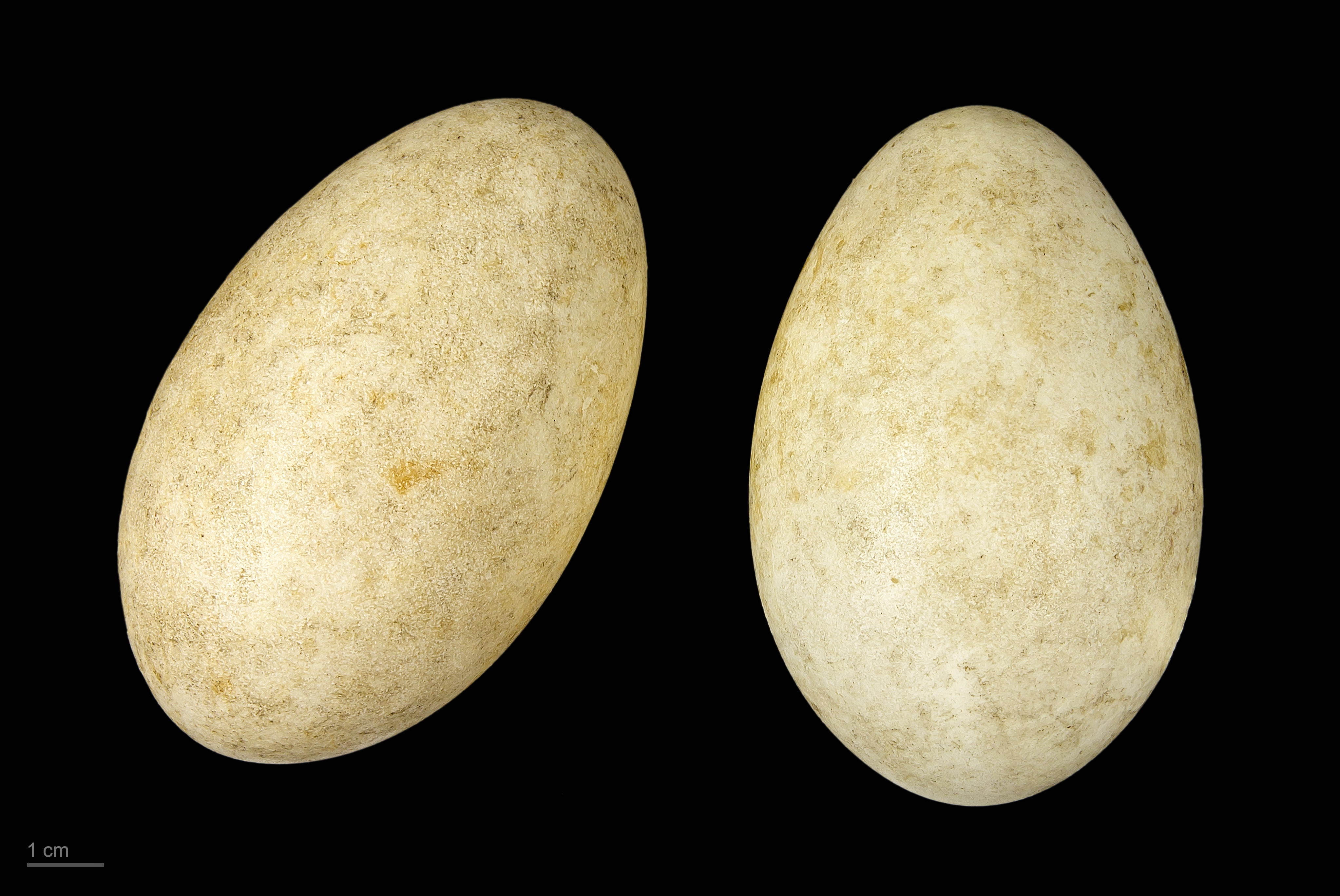
Anser fabalis

ヒシクイ（菱喰、Anser fabalis）は、鳥綱カモ目カモ科マガン属に分類される鳥類。

## 分布
夏季にユーラシア大陸北部で繁殖し、冬季になるとヨーロッパや中央アジア、朝鮮半島、黄河や長江流域へ南下し越冬する。
A. f. fabalis　ニシヒシクイ
夏季にウラル山脈以西のヨーロッパ北部で繁殖し、冬季になるとヨーロッパへ南下する。
A. f. brachyrhynchus　コザクラバシガン
夏季にアイスランド、グリーンランドで繁殖し、冬季になるとヨーロッパ西部やイギリスへ南下する。
A. f. middendorffii　オオヒシクイ
夏季にシベリア東部で繁殖し、冬季になると中国や日本へ南下する。
A. f. rossicus　ロシアヒシクイ
夏季にロシア北西部で繁殖し、冬季になるとヨーロッパ、中華人民共和国西部、トルキスタンへ南下する。
A. f. serrirostris　ヒシクイ
夏季にシベリア北部で繁殖し、冬季になると中国や日本へ南下する。

## 形態
全長78-100センチメートル。翼開張142-175センチメートル。頸部は長い。上面の羽衣は羽毛の外縁（羽縁）が淡色の暗褐色、体下面の羽衣は白い。尾羽基部を被う羽毛（上尾筒、下尾筒）は白い。尾羽は黒く、外側尾羽や先端が白い。
嘴の色彩は黒く、先端にオレンジ色やピンク色の帯模様が入る。
幼鳥は雨覆の羽縁が白い。
A. f. fabalis　ニシヒシクイ
嘴基部はわずかに白い羽毛で被われる。嘴にオレンジ色の斑紋が入る。
A. f. brachyrhynchus　コザクラバシガン
嘴にピンク色の斑紋が入る。後肢の色彩はピンク色。
A. f. middendorffii　オオヒシクイ
全長90-100センチメートル。体型や頸部が長い。嘴は細長い。
A. f. serrirostris　ヒシクイ
全長78-89センチメートル。体型は太短く、頸部も短い。嘴は太くて短い。

## 分類
亜種コザクラバシガンを独立種とする説もある。一方で嘴の斑紋や後肢の色彩がピンク色の個体がサクラバシガンA. neglectusとして記載されたこともあるが、亜種ロシアヒシクイの多型の1つとされ、シノニムとされる。
- Anser fabalis fabalis　(Latham, 1787)　ニシヒシクイ　Western bean goose
- Anser fabalis brachyrhynchus　　コザクラバシガン　Pink-footed goose
- Anser fabalis curtus　　ヒメヒシクイ　Lonnbergs bean goose（ロシアヒシクイとヒシクイの中間型[4]、ロシアヒシクイの東部個体群とする説もあり[5]）
- Anser fabalis middendorffii　　オオヒシクイ　Middendorf's bean goose
- Anser fabalis johanseni　ニシシベリアヒシクイ　Johansen's bean goose
- Anser fabalis rossicus　　ロシアヒシクイ　Russian bean goose
- Anser fabalis serrirostris　　ヒシクイ　Thick-belled bean goose

## 生態
湖沼、池、湿原、河川、水田、海岸などに生息する。夜間は大きな水場の中央に集まり休む。食性は植物食で、草、茎、根、果実、種子などを食べる。和名はヒシの果実を食べることが由来。種小名fabalisは「豆の」の意で、豆を食べることが由来で英名（bean＝豆）と同義。
繁殖形態は卵生。タイガ（亜種コザクラバシガン、亜種ヒシクイ、亜種ヒメヒシクイ、亜種ロシアヒシクイ）やツンドラ（基亜種、亜種オオヒシクイ、亜種ニシシベリアヒシクイ）で繁殖する。4-5個の卵を産む。抱卵期間は25-29日で、ツンドラで繁殖する個体の方が短い傾向がある。

## 人間との関係
開発による生息地やそれに伴う食物の減少、乱獲などにより生息数は減少している。日本では1971年（昭和46年）に国の天然記念物に指定されている。福島潟（新潟市北区）や霞ヶ浦（茨城県）では越冬地を守るために水田の保全が行われており、ここで収穫された米はヒシクイ米として販売され、収益が保全事業へと還元されている。福島潟や霞ヶ浦南側の稲波干拓地は、越冬に飛来するオオヒシクイなどを対象としたバードウオッチングで訪れる人も多い。このうち霞ヶ浦地区では、軽飛行機などの音に驚いた場合は、約30キロメートル離れた鹿島灘海上に一時避難することが観察されている。また周辺の水田では、収穫時期が遅い飼料米の作付けが増え、稲刈り後に生えてヒシクイの餌となる二番穂が減ることによる餌不足の問題が指摘されている。
A. f. middendorffii　オオヒシクイ
準絶滅危惧（NT）（環境省レッドリスト）
A. f. serrirostris　ヒシクイ
絶滅危惧II類 (VU)（環境省レッドリスト）